# Sacramento
Sacramento és una ciutat dels Estats Units, capital de l'estat de Califòrnia i del comtat de Sacramento (Sacramento County). Està situada a la vora del riu Sacramento i al sud de la confluència del riu American amb la Vall Central de Califòrnia. La seva població estimada era de 460.242 habitants el 2007, fet que la converteix en la setena ciutat més poblada de l'estat. Els ciutadans de Sacramento també l'anomenen «River City» o «Sacratomato». Sacramento és el centre de l'àrea metropolitana de Sacramento, que inclou els comtats d'El Dorado, Placer, Sacramento i Yolo, amb una població total de 2.136.604 habitants.
Està agermanada amb la ciutat de València als Països Catalans.

## Personatges il·lustres
- Albert Israel Elkus
- Joan Didion (1934 -) escriptora i guionista

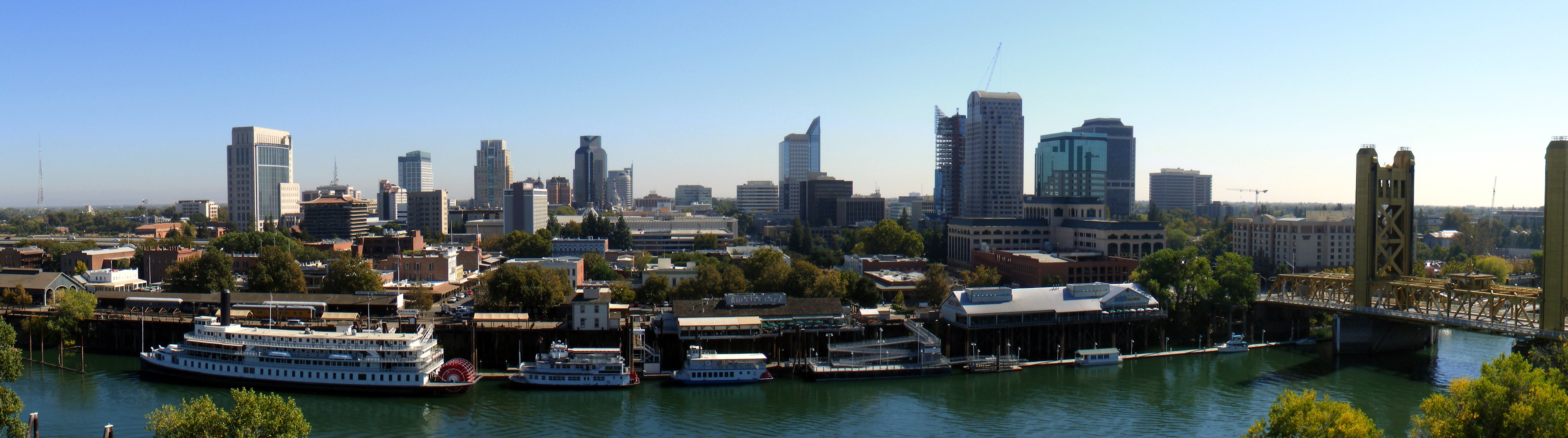
Vista de Sacramento